# Taenitis
Taenitis es un género con 14 especies de helechos perteneciente a la familia Pteridaceae.

## Taxonomía
Taenitis fue descrito por Willd. ex Schkuhr y publicado en Deutschland's kryptogamische Gewächse 1: 21–22. 1809. La especie tipo es: Taenitis pteroides Schkuhr

## Especies seleccionadas
- Taenitis blechnoides (Willd.) Sw.
- Taenitis blumei Hook.
- Taenitis brachysora Pic.Serm.
- Taenitis brausei Rosenst.
- Taenitis bromista Copel.
- Taenitis carnosa Mett.
- Taenitis chinensis Desv.
- Taenitis cordata Holttum